# Touch (유닉스)
touch는 파일의 접근이나 타임스탬프의 형식을 변경하는 데 사용되는 표준 유닉스 프로그램이다. 또한 이것은 새로운 빈 파일을 만드는 데 사용된다.

## 역사
터치 유틸리티는 AT&T 유닉스 버전7에서 처음 선보였다. GNU coreutils에 포함된 touch의 버전은 Paul Rubin, Arnold Robbins, Jim Kingdon, 데이비드 맥켄지 그리고 Sunil Sharma가 사용하였다.

## 명세
단일 유닉스 규격(SUS)은 touch가 파일의 접근 시간이나 변경 시간, 혹은 둘 모두를 변경해야 한다고 명시한다. 파일은 단일 인수로 제공 되는 경로명에 의해 식별된다. 또한 만일 식별된 파일이 존재하지 않으면 파일을 생성하고 명시된대로 접근, 변경 시간을 설정하라고 설명한다. 새로운 타임스탬프가 명시되지 않으면, touch는 현재 시간을 사용한다.

## 사용법
SUS는 다음과 같은 옵션을 지정한다:
-a, 접근 시간만을 변경
-c, 파일이 존재하지 않으면, 새 파일을 만들지 말고 이 상황을 보고하지 말 것
-m, 변경 시간만을 변경
-r file, file의 접근, 변경 시간을 사용
-t time, 접근, 변경 시간을 업데이트하기 위해 (아래에 나와있는 포맷에) 명시된 시간을 사용
시간은 [[cc]yy]MMDDhhmm[.ss]의 포맷으로 명시되는데, 여기서 MM은 두 자리로 된 월(month)을, DD는 두 자리로 된 날(day)을, hh는 두 자리로 된 시간(hour) 단위를, mm은 두 자리로 된 분(minute) 단위를 의미한다. 부가적으로 ss는 두 자리로 된 초를 의미하며 cc는 그 해의 처음 두 자리, yy는 그 해의 마지막 두 자리를 의미한다.
만일 이러한 옵션들이 없다면, 현재의 날짜와 시간을 접근 시간과 변경 시간을 바꾸는 데 사용하라고 유닉스 규격은 명시한다. 이것은 시간을 따로 변경할 필요없이 파일이 업데이트를 할 수 있도록 하는데, 특정한 상황에서 권장된다.(아래의 예시를 보라.)
다른 유닉스, 유닉스 계열 운영 체제들은 다른 옵션들을 추가한다. 예를 들어 GNU touch는 -d 옵션을 추가하는데, 이는 명시된 포맷 이외의 포맷으로 시간을 입력하는 것을 가능하게 만든다.

## 예시
가장 단순한 touch의 용도는 다음과 같다:
```
$ touch myfile.txt
```

touch는 myfile.txt의 내용을 수정하지 않는다; 이것은 단지 파일의 타임스탬프를 컴퓨터의 현재 날짜와 시간으로 업데이트시킨다.
이 기능이 필요한 예는 다음과 같다. 작성 중인 소프트웨어 프로젝트를 다시 make하려고 한다고 치자. 이때 make 파일을 수정한 후에 make 프로그램을 다시 실행해야 한다. 그러나 아무 작업 없이 make를 바로 실행시키면 다음과 같은 메시지가 표시된다.
```
$ make
make: nothing to be done for `all'
```

그러나 소스 코드 파일은 이미 업데이트되었기 때문에, 파일 업데이트를 시뮬레이트하려면 touch를 사용해야 한다. 그러면 make는 작동되고 소프트웨어는 다시 빌드될 것이다.
```
$ touch project.c
$ make
```

이와 같이 실행시키면 된다.
다른 예시로서 아래는 파일의 시간과 날짜를 어떻게 바꾸는지를 보여준다.
```
 
$
 
touch
 
-t
 
200701310846
.26
 
index.html

 
$
 
touch
 
-d
 
'2007-01-31 8:46:26'
 
index.html

 
$
 
touch
 
-d
 
'Jan 31 2007 8:46:26'
 
index.html

```

위의 세 명령어는 모두 동일하다 : 이것들은 index.html의 시간과 날짜를 2007년 1월 31일 8:46:26am로 변경시킨다. 비록 cp, grep, chmod와 같은 명령어들이 하위 디렉터리에 반복적으로 적용되는 순환 스위치(-r 이나 -R 혹은 모두)를 가지고 있지만, touch는 이러한 기능은 아직 제공하고 있지 않다.(2008년 8월 기준) 다음과 같이 하면 이 기능을 사용할 수 있다:
```
 
$
 
find
 
.
 
-exec
 
touch
 
{}
 
\;

```

이 방법은 비교적 느린 편이다. 더 빠른 방법은 다음과 같다:
```
 
$
 
find
 
.
 
|
 
xargs
 
touch

```

파일 이름이나 하위 디렉터리 이름에 공백을 포함한다면, 다음의 명령을 사용할 수 있다:
```
 
$
 
find
 
.
 
-print0
 
|
 
xargs
 
-0
 
touch

```

## 다른 운영체제
유닉스의 touch 와 같은 기능을 수행하는 프로그램들은 마이크로소프트 윈도우, 맥 OS와 같은 다른 운영 체제에도 존재한다.

## 같이 보기
- 시스템 시간
- 유닉스 명령어 목록